# Hypsipetes haynaldi

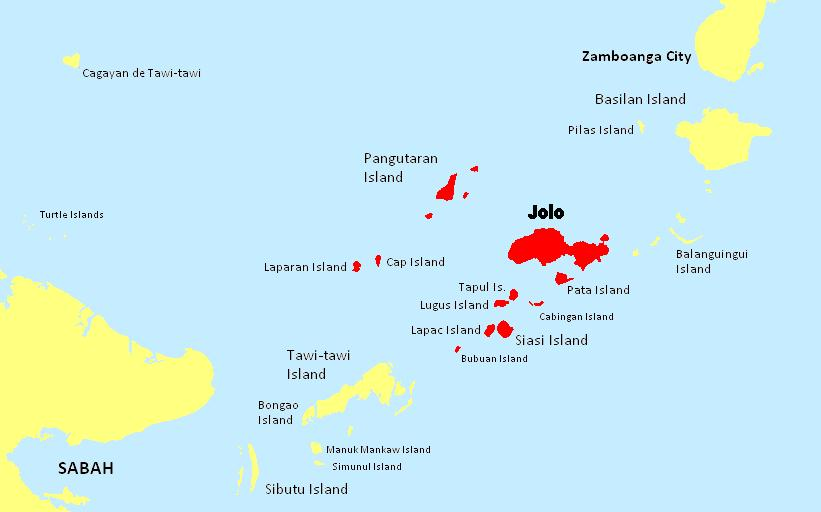
Karta över Suluöarna mellan Mindanao och Borneo.

Hypsipetes haynaldi, "sulubulbyl", är en fågelart i familjen bulbyler inom ordningen tättingar. Den betraktas oftast som underart till everettbulbyl (Phyllastrephus everetti), men urskiljs sedan 2016 som egen art av Birdlife International och IUCN.
Fågeln förekommer enbart i Suluarkipelagen i södra Filippinerna. Den kategoriseras av IUCN som nära hotad.